# Scutellinia paludicola
Scutellinia paludicola är en svampart som först beskrevs av Jean Louis Emile Boudier, och fick sitt nu gällande namn av Le Gal 1966. Scutellinia paludicola ingår i släktet Scutellinia och familjen Pyronemataceae.   Inga underarter finns listade i Catalogue of Life.